# Eschbach-au-Val
Eschbach-au-Val – miejscowość i gmina we Francji, w regionie Grand Est, w departamencie Górny Ren.
Według danych na rok 1990 gminę zamieszkiwało 375 osób, 77 os./km².